# Zvonice (Vítovice)
Zvonice stojí v Rousínově uprostřed návsi části Vítovice v okrese Vyškov a je kulturní památkou České republiky.

## Historie
Pozdně barokní zvonice z roku 1766 byla postavena na návsi Vítovic. V roce 2009 byla zvonice opravena za finanční spoluúčasti fondu pro obnovu památek Ministerstva kultury České republiky.

## Popis
Zvonice je samostatně stojící zděná omítaná stavba postavena na půdorysu čtverce. Nad vchodem v průčelí je obvodová kordonová římsa, která dělí první a druhé nadzemní podlaží. V druhém podlaží v ose každé strany jsou prolomena zvonová okna s obloukovým záklenkem. Zvonici zakončuje profilovaná hlavní římsa, na níž je posazena čtyřboká jehlanová střecha s jednoramenným křížem ve vrcholu střechy. Střecha je kryta střešní taškou.